# Zápas na Letních olympijských hrách 1992 – muži, řecko-římský do 68 kg
Zápas řecko-římský ve váhové kategorii do 68 kg probíhal na Letních olympijských hrách 1992 v barcelonském Instituto Nacional de Educación Física de Cataluña. O medaile se utkalo celkem 19 zápasníků.

## Turnajové výsledky
Zápasníci jsou rozděleni do dvou skupin. Je aplikován systém na dvě porážky.
Legenda
- TO — Lopatkové vítězství
- SP — Vítězství pro převahu, 12 až 14 bodů rozdíl, poražený s body
- SO — Vítězství pro převahu, 12 až 14 bodů rozdíl, poražený bez bodů
- ST — Vítězství na technickou převahu, 15 bodů rozdíl
- PP — Vítězství na body, poražený s body
- PO — Vítězství na body, poražený bez bodů
- PA — Vítězství pro soupeřovo zranění
- DQ — Vítězství pro soupeřovu diskvalifikaci
- D2 — Oba zápasníci diskvalifikováni pro pasivitu, skóre 0-0
- DNA — Nenastoupil
- L — Porážky
- ER — Kolo vyřazení
- CP — Klasifikační body
- TP — Technické body

### Skupiny

#### Skupina A
| L      |                           | CP     | TP     |                           | L      |        |
| Kolo 1 | Kolo 1                    | Kolo 1 | Kolo 1 | Kolo 1                    | Kolo 1 | Kolo 1 |
| ------ | ------------------------- | ------ | ------ | ------------------------- | ------ | ------ |
| 0      | Abdollah Chamangoli (IRI) | 3–0 PO | 6–0    | Mazouz Bendjedaa (ALG)    | 1      |        |
| 0      | Valeri Nikitin (EST)      | 3–1 PP | 9–6    | Kim Sung-Moon (KOR)       | 1      |        |
| 0      | Islam Dugušiev (EUN)      | 3–1 PP | 3–1    | Cecilio Rodríguez (CUB)   | 1      |        |
| 1      | Takumi Mori (JPN)         | 0–3 PO | 0–1    | Ryszard Wolny (POL)       | 0      |        |
| 0      | Claudio Passarelli (GER)  | 3–0 PO | 1–0    | Martin Kornbakk (SWE)     | 1      |        |
| Kolo 2 |                           |        |        |                           |        |        |
| 0      | Abdollah Chamangoli (IRI) | 3–1 PP | 7–5    | Valeri Nikitin (EST)      | 1      |        |
| 2      | Mazouz Bendjedaa (ALG)    | 0–4 ST | 0–15   | Kim Sung-Moon (KOR)       | 1      |        |
| 0      | Islam Dugušiev (EUN)      | 3–0 PO | 2–0    | Takumi Mori (JPN)         | 2      |        |
| 1      | Cecilio Rodríguez (CUB)   | 3–0 PO | 1–0    | Claudio Passarelli (GER)  | 1      |        |
| 0      | Ryszard Wolny (POL)       | 3–1 PP | 3–1    | Martin Kornbakk (SWE)     | 2      |        |
| Kolo 3 |                           |        |        |                           |        |        |
| 1      | Abdollah Chamangoli (IRI) | 1–3 PP | 1–5    | Kim Sung-Moon (KOR)       | 1      |        |
| 2      | Valeri Nikitin (EST)      | 0–3 PO | 0–4    | Islam Dugušiev (EUN)      | 0      |        |
| 1      | Cecilio Rodríguez (CUB)   | 3–1 PP | 6–1    | Ryszard Wolny (POL)       | 1      |        |
| 1      | Claudio Passarelli (GER)  |        |        | Bye                       |        |        |
| Kolo 4 |                           |        |        |                           |        |        |
| 2      | Claudio Passarelli (GER)  | 0–3 PO | 0–1    | Abdollah Chamangoli (IRI) | 1      |        |
| 2      | Kim Sung-Moon (KOR)       | 1–3 PP | 1–10   | Cecilio Rodríguez (CUB)   | 1      |        |
| 0      | Islam Dugušiev (EUN)      | 3–1 PP | 5–1    | Ryszard Wolny (POL)       | 2      |        |
| Kolo 5 |                           |        |        |                           |        |        |
|        | Abdollah Chamangoli (IRI) | 0–3 PO | 0–8    | Islam Dugušiev (EUN)      |        |        |
|        | Cecilio Rodríguez (CUB)   |        | Bye    |                           |        |        |
| Kolo 6 |                           |        |        |                           |        |        |
|        | Cecilio Rodríguez (CUB)   | 3–1 PP | 10–2   | Abdollah Chamangoli (IRI) |        |        |
|        | Islam Dugušiev (EUN)      |        | Bye    |                           |        |        |

| Zápasník                  | L | ER | CP | TP | TB |
| ------------------------- | - | -- | -- | -- | -- |
| Islam Dugušiev (EUN)      | 0 | —  | 15 | 22 | 6  |
| Cecilio Rodríguez (CUB)   | 1 | —  | 13 | 28 | 4  |
| Abdollah Chamangoli (IRI) | 3 | —  | 11 | 17 | 1  |
| Ryszard Wolny (POL)       | 2 | 4  | 8  | 6  |    |
| Claudio Passarelli (GER)  | 2 | 4  | 3  | 1  |    |
| Kim Sung-Moon (KOR)       | 2 | 4  | 9  | 27 |    |
| Valeri Nikitin (EST)      | 2 | 3  | 4  | 14 |    |
| Martin Kornbakk (SWE)     | 2 | 2  | 1  | 1  |    |
| Takumi Mori (JPN)         | 2 | 2  | 0  | 0  |    |
| Mazouz Bendjedaa (ALG)    | 2 | 2  | 0  | 0  |    |

#### Skupina B
| L          |                       | CP     | TP     |                       | L      |        |
| Kolo 1     | Kolo 1                | Kolo 1 | Kolo 1 | Kolo 1                | Kolo 1 | Kolo 1 |
| ---------- | --------------------- | ------ | ------ | --------------------- | ------ | ------ |
| 1          | Stojan Stojanov (BUL) | 1–3 PP | 1–4    | Attila Repka (HUN)    | 0      |        |
| 1          | Nandor Sabo (IOP)     | 1–3 PP | 2–4    | Ghani Yalouz (FRA)    | 0      |        |
| 0          | Petrică Cărare (ROU)  | 4–0 ST | 15–0   | Doug Yeats (CAN)      | 1      |        |
| 1          | Pedro Villuela (ESP)  | 1–3 PP | 1–6    | Rodney Smith (USA)    | 0      |        |
| 0          | Matwai Baranov (ISR)  |        | Bye    |                       |        |        |
| Kolo 2     |                       |        |        |                       |        |        |
| 0          | Matwai Baranov (ISR)  | 0–3 PO | 0–2    | Stojan Stojanov (BUL) | 1      |        |
| 0          | Attila Repka (HUN)    | 3–1 PP | 10–1   | Nandor Sabo (IOP)     | 2      |        |
| 1          | Ghani Yalouz (FRA)    | 3–1 PP | 3–2    | Petrică Cărare (ROU)  | 1      |        |
| 1          | Doug Yeats (CAN)      | 3–1 PP | 2–1    | Pedro Villuela (ESP)  | 1      |        |
| 0          | Rodney Smith (USA)    |        |        | Bye                   |        |        |
| Kolo 3     |                       |        |        |                       |        |        |
| 0          | Rodney Smith (USA)    | 4–0 TO | 4–0    | Matwai Baranov (ISR)  | 1      |        |
| 2          | Stojan Stojanov (BUL) | 1–3 PP | 2–3    | Ghani Yalouz (FRA)    | 1      |        |
| 0          | Attila Repka (HUN)    | 3–0 PO | 6–0    | Petrică Cărare (ROU)  | 2      |        |
| 1          | Doug Yeats (CAN)      |        |        | Bye                   |        |        |
| O 5. místo |                       |        |        |                       |        |        |
| ?          | Stojan Stojanov (BUL) | 0–4 PA |        | Petrică Cărare (ROU)  |        |        |
| Kolo 4     |                       |        |        |                       |        |        |
| 2          | Doug Yeats (CAN)      | 1–3 PP | 2–6    | Rodney Smith (USA)    | 0      |        |
| 0          | Attila Repka (HUN)    | 3–0 PO | 6–0    | Ghani Yalouz (FRA)    | 2      |        |
| Kolo 5     |                       |        |        |                       |        |        |
|            | Rodney Smith (USA)    | 0–3 PO | 0–10   | Attila Repka (HUN)    |        |        |
|            | Ghani Yalouz (FRA)    |        |        | Bye                   |        |        |
| Kolo 6     |                       |        |        |                       |        |        |
|            | Ghani Yalouz (FRA)    | 1–3 PP | 5–7    | Rodney Smith (USA)    |        |        |
|            | Attila Repka (HUN)    |        |        | Bye                   |        |        |

| Zápasník              | L | ER | CP | TP | TB |
| --------------------- | - | -- | -- | -- | -- |
| Attila Repka (HUN)    | 0 | —  | 15 | 36 | 6  |
| Rodney Smith (USA)    | 1 | —  | 13 | 23 | 3  |
| Ghani Yalouz (FRA)    | 2 | —  | 10 | 15 | 1  |
| Doug Yeats (CAN)      | 2 | 4  | 4  | 4  |    |
| Petrică Cărare (ROU)  | 2 | 3  | 5  | 17 | 4  |
| Stojan Stojanov (BUL) | 2 | 3  | 5  | 5  | 0  |
| Matwai Baranov (ISR)  | 2 | 3  | 0  | 0  |    |
| Nandor Sabo (IOP)     | 2 | 2  | 2  | 3  |    |
| Pedro Villuela (ESP)  | 2 | 2  | 2  | 2  |    |

### Finále
|                           | CP               | TP               |                      |                  |
| Zápas o 9. místo          | Zápas o 9. místo | Zápas o 9. místo | Zápas o 9. místo     | Zápas o 9. místo |
| ------------------------- | ---------------- | ---------------- | -------------------- | ---------------- |
| Claudio Passarelli (GER)  |                  |                  | Petrică Cărare (ROU) |                  |
| Zápas o 7. místo          |                  |                  |                      |                  |
| Ryszard Wolny (POL)       | 3–0 PO           | 1–0              | Doug Yeats (CAN)     |                  |
| Zápas o 5. místo          |                  |                  |                      |                  |
| Abdollah Chamangoli (IRI) | 0–4 EF           |                  | Ghani Yalouz (FRA)   |                  |
| Zápas o 3. místo          |                  |                  |                      |                  |
| Cecilio Rodríguez (CUB)   | 1–3 PP           | 3–6              | Rodney Smith (USA)   |                  |
| Finálový zápas            |                  |                  |                      |                  |
| Islam Dugušiev (EUN)      | 0–3 PO           | 0–1              | Attila Repka (HUN)   |                  |

## Finálové pořadí
1. Attila Repka (HUN)
2. Islam Dugušiev (EUN)
3. Rodney Smith (USA)
4. Cecilio Rodríguez (CUB)
5. Ghani Yalouz (FRA)
6. Abdollah Chamangoli (IRI)
7. Ryszard Wolny (POL)
8. Doug Yeats (CAN)
9. Petrică Cărare (ROU)
10. Claudio Passarelli (GER)